# 特雷本多夫
特雷本多夫（德語：Trebendorf）是德国萨克森州的市镇，隶属于格尔利茨县。总面积为32.05平方千米，截至2023年12月31日总人口为709人。